# Loi française du 29 mars 2014 visant à reconquérir l'économie réelle
Lire en ligne

Lire sur Légifrance

La loi n° 2014-384 du 29 mars 2014 ou loi française du 29 mars 2014 visant à reconquérir l'économie réelle surnommé parfois la loi Florange, relative à la reprise de sites industriels est une loi française portée par Arnaud Montebourg, alors ministre du Redressement productif dans le Gouvernement Ayrault II . Elle vise à encadrer la fermeture de sites industriels rentables et à favoriser leur reprise afin de protéger l’emploi et le tissu économique local. Dans les faits, la loi a été peu appliquée, certains la considérant comme symbolique.

## Contexte
Face aux fermetures d'usines jugées économiquement injustifiées, comme celle du site de Florange par ArcelorMittal, Arnaud Montebourg a souhaité doter l'État d'instruments juridiques permettant d’obliger les entreprises à chercher un repreneur lorsqu’elles envisagent de fermer un site rentable. Ce projet s’inscrit dans une volonté plus large de réindustrialisation et de souveraineté économique.

## Contenu de la loi
La loi du 29 mars 2014 prévoit notamment :
- L'obligation, pour une entreprise d'au moins 1 000 salariés, de rechercher un repreneur lorsqu’elle souhaite fermer un établissement ;

- La mise en place d’un délai de trois mois, renouvelable une fois, pour conduire cette recherche ;

- Des sanctions financières pouvant atteindre 20 fois la valeur mensuelle du SMIC par emploi supprimé si l’entreprise ne respecte pas son obligation de recherche sérieuse de repreneur ;

- Un rôle accru des comités d’entreprise dans le suivi de cette procédure.

## Débats et critiques
La loi a suscité des débats lors de son examen parlementaire. Les partisans ont salué un instrument de justice économique, tandis que les opposants, notamment dans le patronat, ont critiqué une mesure jugée contre-productive et dissuasive pour l’investissement,,.

## Application et portée
Dans les faits, la loi a été peu appliquée, certains la considérant comme symbolique. Toutefois, elle a permis de mettre en lumière les pratiques de désengagement industriel et la nécessité de renforcer le dialogue social autour des restructurations.